# Ophioglossolambis violacea
Ophioglossolambis violacea ist eine marine Schneckenart, die im Indischen Ozean verbreitet ist. Gelegentlich wird sie mit deutschem Namen Purpur-Spinnenschnecke genannt.

## Aussehen
Ophioglossolambis violacea besitzt ein bauchiges Gehäuse mit einer erweiterten Außenlippe, die 15 bis 17 Fortsätze tragen kann. Die Siphonalrinne ist lang und zur Mündung hin gebogen. Die Strombuskerbe ist breit und tief. Die Spiralleisten verlaufen über die gesamte Gehäusehöhe, und auf den jüngeren Windungen tragen sie in unregelmäßigen Abständen Knötchen. Die Mündung besitzt zarte Riffel. Die Leisten sind am kräftigsten auf den Vorsätzen. Die Färbung ist weiß mit braunen Flecken und Striemen. Charakteristisch und Namensgebend ist die weißliche, im Innern blass purpurrote Färbung der Mündung (kräftig purpurn gestreift, im Innern gelblich bei Ophioglossolambis digitata). Die Außenlippe trägt orangefarbene Flecken. Das Gehäuse kann 7 bis 11,5 cm groß werden.

## Verbreitung
Diese Schneckenart ist im westlichen Indopazifik verbreitet, sie leben ausschließlich auf dem Maskarenen-Plateau in mäßig tiefem Wasser um die Inseln Réunion und Mauritius. Eine Angabe aus Indonesien beruht mit hoher Wahrscheinlichkeit auf einer Verwechslung.
Ob die Art bestandsbedroht ist, ist nicht sicher bekannt. Gefährdung laut IUCN: DD (data deficient). Es gibt aber Hinweise auf Gefährdung der attraktiven Art durch Überbesammlung.

## Taxonomie
Die Art wurde als Pterocera violacea durch William Swainson erstbeschrieben und 2012 durch Aart M. Dekkers in die neu aufgestellte Gattung Ophioglossolambis überführt. Der Gattungsname leitet sich von der Gattung Lambis ab. Er wird durch einen Bezug auf den letzten Zahn der Lippe ergänzt, der gespalten ist und den Beschreiber daher an eine Schlangenzunge (von griech. ophios: Schlange und glossa: Zunge) erinnerte.